# Praszka (stacja kolejowa)
Praszka – dawna stacja kolejowa w Praszce, w województwie opolskim, w Polsce.